# Малліка-Гілл (Нью-Джерсі)
Малліка-Гілл (англ. Mullica Hill) — переписна місцевість (CDP) в США, в окрузі Глостер штату Нью-Джерсі. Населення — 4698 осіб (2020).

## Географія
Малліка-Гілл розташована за координатами 39°43′34″ пн. ш. 75°13′8″ зх. д. / 39.72611° пн. ш. 75.21889° зх. д. (39.725999, -75.218820).  За даними Бюро перепису населення США в 2010 році переписна місцевість мала площу 9,39 км², з яких 9,33 км² — суходіл та 0,06 км² — водойми.

## Демографія
Згідно з переписом 2010 року, у переписній місцевості мешкали 3982 особи в 1456 домогосподарствах у складі 1104 родин. Густота населення становила 424 особи/км².  Було 1502 помешкання (160/км²).
Расовий склад населення:
| - 92,9 % — білих - 3,8 % — чорних або афроамериканців - 1,3 % — азіатів - 0,1 % — корінних американців |

До двох чи більше рас належало 1,4 %. Частка іспаномовних становила 3,2 % від усіх жителів.
За віковим діапазоном населення розподілялося таким чином: 26,1 % — особи молодші 18 років, 61,1 % — особи у віці 18—64 років, 12,8 % — особи у віці 65 років та старші. Медіана віку мешканця становила 42,6 року. На 100 осіб жіночої статі у переписній місцевості припадало 90,2 чоловіків;  на 100 жінок у віці від 18 років та старших — 86,9 чоловіків також старших 18 років.
Середній дохід на одне домашнє господарство  становив 110 245 доларів США (медіана — 101 469), а середній дохід на одну сім'ю — 127 370 доларів (медіана — 111 373). Медіана доходів становила 83 355 доларів для чоловіків та 51 985 доларів для жінок. За межею бідності перебувало 4,4 % осіб, у тому числі 3,5 % дітей у віці до 18 років та 4,6 % осіб у віці 65 років та старших.
Цивільне працевлаштоване населення становило 2276 осіб. Основні галузі зайнятості: освіта, охорона здоров'я та соціальна допомога — 22,2 %, мистецтво, розваги та відпочинок — 16,6 %, науковці, спеціалісти, менеджери — 13,0 %, роздрібна торгівля — 12,7 %.